# Europäische Sicherheit (Zeitschrift)
Europäische Sicherheit – Politik, Streitkräfte, Wirtschaft, Technik war von 1991 bis 2011 eine deutsche monatlich erscheinende militärische Fachzeitschrift. Sie ging aus dem Magazin Europäische Wehrkunde – Wehrwissenschaftliche Rundschau hervor und wurde mit der Zeitschrift Strategie & Technik zum neuen Magazin Europäische Sicherheit & Technik vereint. Herausgeber der Zeitschrift waren die Gesellschaft für Wehr- und Sicherheitspolitik e. V., der Arbeitskreis für Wehrforschung e. V., die Clausewitz-Gesellschaft e. V., das Deutsche Strategie-Forum sowie die Gesellschaft für Sicherheitspolitik und Rüstungskontrolle e. V.
Europäische Sicherheit erschien im Mittler-Verlag in Herford, später Herford und Bonn, zuletzt Hamburg und Bonn. In ihr ging ab 1997 das Magazin „Kampftruppen, Kampfunterstützungstruppen“ auf, welches von 1978 bis 1996 vom „Arbeitskreis der Kampftruppen, Kampfunterstützungstruppen“ herausgegeben wurde.